# Protection Spells
Protection Spells är Songs: Ohias femte studioalbum, utgivet 2000.

## Låtlista
Alla låtar är skrivna av Jason Molina.
1. "Trouble Will Find You"
2. "The Moon Undoes It All"
3. "Darkness That Strong"
4. "Keep Only One of Us Free"
5. "The World at the End of the World"
6. "Fire on the Shore"
7. "Mighty Like Love, Mighty Like Sorrow"
8. "The One Red Star"
9. "Whenever I Have Done a Thing in Flames"